# Clarissa Dickson Wright
Clarissa Theresa Philomena Aileen Mary Josephine Agnes Elsie Trilby Louise Esmerelda Dickson Wright (St John's Wood, 24 giugno 1947 – Edimburgo, 15 marzo 2014) è stata una cuoca e conduttrice televisiva inglese.

## Biografia
Dickson Wright divenne famosa anche grazie alla trasmissione di cucina della BBC Two Fat Ladies (1996-1999), condotta assieme a Jennifer Paterson. A partire dagli anni novanta iniziò a pubblicare dei libri di cucina. Oltre ad essere attiva nel mondo della cucina, Dickson Wright era anche un'arbitro di cricket e fu una delle due sole donne a essere eletta membro della rinomata società londinese Worshipful Company of Butchers. Dickson Wright morì nel 2014 all'età di sessantasei anni.

## Opere
- The Haggis: A Short History, 1996 (con Jennifer Paterson)
- Two Fat Ladies: Gastronomic Adventures, 1996 (con Jennifer Paterson)
- The Two Fat Ladies Ride Again, 1997 (con Jennifer Paterson)
- The Two Fat Ladies Full Throttle, 1998 (con Jennifer Paterson)
- Hieland Foodie: A Scottish Culinary Voyage with Clarissa, 1999 (con Henry Crichton-Stuart)
- Two Fat Ladies – Obsessions, 1999 (con Jennifer Paterson)
- The Very Best of Two Fat Ladies: Over 150 Favourite Recipes from Their Best Selling Books, 2000
- Sunday Roast: The Complete Guide to Cooking and Carving, 2002 (con Sir John Scott, quinto baronetto)
- The Game Cookbook, 2004 (con Sir John Scott, quinto baronetto)
- Pre-Victorian English Cookery, 2004
- Clarissa's Comfort Food, 2008
- Potty! Clarissa's One Pot Cookbook, 2010
- The Great British Food Revival, 2011 (con autori vari)
- The Great British Food Revival: The Revolution Continues, 2011 (con autori vari)

## Televisione
- Two Fat Ladies (1996–1999, 24 episodi)
- Clarissa and The Countryman (2000–2003, 24 episodi)
- Art School (2005, 6 episodi)
- The Great British Food Revival (2011-2013, 3 episodi)
- Breakfast, Lunch and Dinner (2012, 3 episodi)